# Alejandro Fombellida
Alejandro Fombellida (* Valladolid, 13 de abril de 1913 – † Buenos Aires, 9 de fevereiro de 1958). Foi um ciclista espanhol, profissional entre 1934 e 1951 cujos maiores sucessos desportivos obteve-os na Volta a Espanha, onde obteve 5 vitórias de etapa.

## Palmarés

### Estrada
| - 1934 - San Sebastián - 1935 - San Sebastián - 1936 - San Sebastián | - 1945 - Tortosa - 1946 - 3 etapas na Volta a Espanha - 1947 - 2 etapas na Volta a Espanha |

### Pista
- - 1944

 Campeão da Espanha de velocidade
- - 1946

 Campeão da Espanha de velocidade